# Ugolino Cavalcabò

Stemma dei Cavalcabò.

Ugolino Cavalcabò (1350 circa – Cremona, 1406) è stato un condottiero italiano, nipote di Guglielmo, che prese parte a tutte le lotte della città di Cremona.

## Biografia

### Contesto familiare
I Cavalcabò sono una delle più antiche e influenti famiglie della città di Cremona; secondo alcuni storici le origini della famiglia potrebbero derivare dalla conquista dei territori italiani da parte di Carlo Magno. Il primo marchese della famiglia citato nelle fonti, intorno al 1116, è Sopramonte Cavalcabò, a cui dopo aver svolto importanti mansioni per l'imperatore Federico Barbarossa, fu concessa la signoria di Viadana, che successivamente fu confermata ed elevata a marchesato dal figlio dello stesso imperatore, Enrico VI.Divenuti signori di Cremona intorno al 1315, la persero nel 1334 con la conquista della città da parte di Azzone Visconti. Ugolino e Carlo Cavalcabò ripresero per un breve periodo di tempo il potere sulla città tra il 1403 ed il 1406 ma successivamente essa tornò nelle mani dei Visconti.

### Al servizio dei Visconti
Dopo la presa di potere da parte dei Visconti sulla città di Cremona, la famiglia Cavalcabò iniziò a servirli. Ugolino, dal 1376 al 1397, fu con molta probabilità al servizio di Giangaleazzo Visconti, dato che il 28 agosto 1397 prese parte alla battaglia di Governolo contro le truppe mantovane insieme alle truppe milanesi comandate dal capitano Dal Verme. Nonostante il Cavalcabò fosse al servizio del duca di Milano, quest’ultimo temeva una sua mossa per riprendersi la città di Cremona. Egli venne così arrestato e rinchiuso presso Pavia. Il Visconti ottenne così l’allontanamento di Ugolino dalla città di Cremona.

### Fine della prigionia e nascita della signoria
Dopo sei anni di prigionia a Pavia, Ugolino fu liberato il 30 maggio del 1403. I 6.000 fiorini d’oro pagati per la sua libertà, furono finanziati con molta probabilità dal cremonese Giovanni Ponzoni, al tempo suo alleato. L’interesse per la libertà di Ugolino fu oggetto di un ampio accordo stipulato tra lo stesso Ugolino e Giovanni Ponzoni, finalizzato alla conquista della città di Cremona. Il 30 giugno dello stesso anno, la città fu riconquistata da Ugolino ed il suo alleato, Giovanni Ponzoni, i quali furono nominati dal consiglio generale “conservatores et gubernatores civitatis Cremonae”. Nel 1403 il Ponzoni morì avvelenato, il popolo sospettò dell’omicidio lo stesso Ugolino, che nel frattempo aveva consolidato il proprio potere in città. Il Cavalcabò si alleò con la fazione dei guelfi, creando così alleanze tra le quattro principali città guelfe: Cremona, Firenze, Crema e Lodi. Le forze del guelfismo trovarono in Ugolino un ottimo alleato, e ben presto egli divenne ufficialmente generale dei guelfi di tutta la Lombardia. Forte della sua posizione, egli combatté contro i figli di Gian Galeazzo e i ghibellini. Nei primi di dicembre del 1404 le truppe milanesi assediarono la città di Brescia, difesa dall’alleato guelfo Pandolfo Malatesta, Ugolino si mosse per soccorrere la città alleata, ma, sorpreso a Manerbio da Estore Visconti, fu sconfitto e imprigionato con gran parte dell’esercito Cremonese. L’intervento del cognato e cugino Andreasio permise ad Ugolino di aver salva la vita e di mantenere i propri possedimenti feudali in cambio della cessione ai Visconti del potere sulla città di Cremona. Successivamente un altro cugino di Ugolino, Carlo Cavalcabò, venne a sapere della perdita di potere, ed impedì che la città fosse consegnata, facendosene così signore.

### La fuga e la morte
Fuggito dalla prigionia nel 1406, Ugolino contese a Carlo Cavalcabò l'usurpato potere, ma il condottiero Cremonese Cabrino Fondulo, offertosi come paciere, diede alle parti avversarie un gran banchetto nel suo castello, e fece trucidare barbaramente tutti, il 26 luglio del 1406, rimanendo così il solo signore di Cremona. Si ritiene che Cavalcabò morì proprio in questo agguato. La moglie Donatella con il figlio Guglielmo, scapparono trovando rifugio a Viadana, nel castello di loro proprietà. La figlia Giovanna, a ricordo della sua tragica morte, fece costruire una cappella all'esterno della chiesa di Sant'Agostino di Cremona, sulla cui volta sono affrescati i fatti della sua vita.